# 송우범
송우범(宋宇範, 1915년 6월 11일 ~ 2002년 12월 5일)은 대한민국의 군인, 경찰이다. 제3대 민의원의원을 지냈다.

## 약력
- 중국 베이징사범대학 사학과 학사
- 중앙장교훈련단(육군대학) 졸업
- 육군사관학교 2기
- 육군보병학교 1기 수료
- 대한민국 육군 소장
- 대한민국 내무부 예하 강원도 경찰국장
- 우석학원 이사

## 역대 선거 결과
|  | 25.04% |

|  | 19.62% |

|  | 4.64% |

## 참고자료
- 송우범 - 대한민국헌정회